# Kraski Górne
Kraski Górne – wieś sołecka w Polsce położona na prawym brzegu Wisły w województwie mazowieckim, w powiecie garwolińskim, w gminie Maciejowice.
W latach 1975–1998 miejscowość administracyjnie należała do województwa siedleckiego.